# アイアムカミノマゴ
アイアムカミノマゴとは、日本中央競馬会 (JRA) に登録されていた競走馬である。主な勝ち鞍は2010年の阪神牝馬ステークス。馬名の由来は冠名+神の孫。

## 経歴

### 競走馬時代
母アイアムザウィナーは馬主である堀紘一がTV番組「平成教育委員会」にて大川慶次郎と共演した際、大川より競走馬の購入を誘われたことから米国にて買付けされ、現役通算3勝ながら1995年フェアリーステークス4着、1996年クリスタルカップ5着など、21戦し入着19回という堅実な成績を残している。
アイアムカミノマゴ（以下カミノマゴ）はその第7仔として2006年生誕、堀は「パーフェクト予想を何回もされた大川さんにとって孫のようなものだから"神の孫"と名づけました」と馬名の由来を語っている。
同馬は当初、美浦の杉浦宏昭調教師の管理馬として2008年にデビュー。4戦2勝という結果を残した後、桜花賞を視野に入れ輸送競馬の負担を軽減すべく2009年春より栗東長浜博之厩舎へと転厩となる。
2歳時にはダートのみを使われていたカミノマゴだが3歳に入ってからはフィリーズレビューで2着、本番桜花賞では0.5秒差の6着と芝でも適性を示し秋には秋華賞へも参戦するも、距離延長に対応できず後方で折り合いを欠いたまま敗戦と結果を出し得ずに終わっている。この内容を受けた陣営は同馬を短距離路線へと方向転換させ、その初戦となるオーロカップでは距離短縮や軽ハンデ等を評され上位人気の支持の中、久々の勝ち鞍を挙げている。

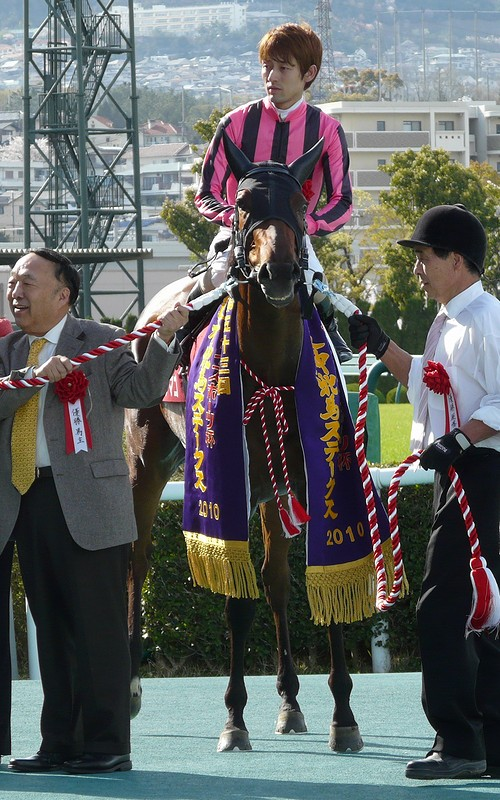
2010年阪神牝馬S

馬体調整と休養を兼ねた放牧を経たカミノマゴは2010年の始動戦として阪神牝馬ステークスに出走、「放牧で馬体がパワーアップした」という評価もあったがその一方で長浜は「休養明けなので（直線の）坂で止まるかも」と同馬を懸念。ファンからの支持も9番人気という低いものであったがレースでは後方からの差しきりを決め重賞初制覇を記録。
デビュー当時は先行して番手から抜け出す戦法を取っていた同馬を「決め手を生かした方が良さそう」と差す競馬へと脚質転換させた長浜は、この勝利に「武騎手が桜花賞で終いを生かす競馬をしてくれたのがオーロカップや今日の勝ちに繋がった」とコメントを残している。
この勝利によりカミノマゴはヴィクトリアマイルへと駒を進めるも、桜花賞当時より「1600はどうか」・「距離課題」とマイルへの適性を疑問視されていた同馬はここでも「適距離は1400、自力も問われる東京マイルは微妙」と評価され10着、先の桜花賞・秋華賞と合わせ3度出走したGIは全て着外という結果に終わっている。

その後は休養を挟み秋にオープン特別を1走、脚部不安から再度休養に入るも復帰することは無く、2011年3月に現役引退となった。

### 引退後
当初は北海道千歳市の社台ファームにて繁殖牝馬として繋養され、第3仔アイアムノーブルの生産から、高昭牧場へ移動。第6仔アイアムイチリュウの生産から坂東牧場にて生産が行われている。

## 競走成績
以下の情報は、netkeiba.comの内容に基づく。
| 年月日     | 競馬場 | 競走名             | 格     | 頭数 | オッズ （人気） | オッズ （人気） | 着順 | 騎手       | 斤量 [kg] | 距離（馬場）  | タイム （上り3F） | タイム 差 | 勝ち馬/（2着馬）     |
| ---------- | ------ | ------------------ | ------ | ---- | --------------- | --------------- | ---- | ---------- | --------- | ------------- | ----------------- | --------- | -------------------- |
| 2008.06.28 | 福島   | 2歳新馬            |        | 12   | 004.3           | 0（2人）        | 01着 | 勝浦正樹   | 54        | ダ1000m（良） | 0:59.9（36.6）    | -0.7      | (ケージーコガネ)     |
| 0000.08.10 | 函館   | 函館2歳S           | JpnIII | 14   | 017.1           | 0（8人）        | 13着 | 勝浦正樹   | 54        | 芝1200m（良） | 1:12.7（39.1）    | -2.0      | フィフスペトル       |
| 0000.09.15 | 札幌   | 2歳500万下         |        | 12   | 004.2           | 0（3人）        | 02着 | 横山典弘   | 54        | ダ1000m（良） | 0:58.7（35.5）    | -0.0      | サダムテンジン       |
| 0000.12.27 | 中山   | 2歳500万下         |        | 16   | 004.7           | 0（2人）        | 01着 | 藤田伸二   | 54        | ダ1200m（良） | 1:12.2（38.1）    | -0.1      | (エイシンアマデウス) |
| 2009.01.18 | 京都   | 紅梅S              | OP     | 15   | 008.0           | 0（5人）        | 04着 | M.デムーロ | 54        | 芝1400m（良） | 1:23.7（34.5）    | -0.4      | コウエイハート       |
| 0000.02.07 | 京都   | エルフィンS        | OP     | 12   | 009.6           | 0（4人）        | 04着 | 藤岡佑介   | 54        | 芝1600m（良） | 1:36.2（35.3）    | -0.2      | レッドディザイア     |
| 0000.03.15 | 阪神   | フィリーズレビュー | GII    | 16   | 012.6           | 0（3人）        | 02着 | 福永祐一   | 54        | 芝1400m（良） | 1:22.6（35.8）    | -0.2      | ワンカラット         |
| 0000.04.12 | 阪神   | 桜花賞             | GI     | 18   | 040.6           | 0（9人）        | 06着 | 武豊       | 55        | 芝1600m（良） | 1:34.5（34.6）    | -0.5      | ブエナビスタ         |
| 0000.09.20 | 阪神   | ローズS            | GII    | 16   | 086.2           | （12人）        | 08着 | 小牧太     | 54        | 芝1800m（良） | 1:45.6（34.7）    | -0.9      | ブロードストリート   |
| 0000.10.18 | 京都   | 秋華賞             | GI     | 18   | 164.4           | （17人）        | 08着 | 小牧太     | 55        | 芝2000m（良） | 1:59.1（34.7）    | -0.9      | レッドディザイア     |
| 0000.11.15 | 東京   | オーロC            | OP     | 18   | 006.5           | 0（3人）        | 01着 | 松岡正海   | 52        | 芝1400m（良） | 1:20.8（33.6）    | -0.2      | (アーバニティ)       |
| 2010.04.10 | 阪神   | 阪神牝馬S          | GII    | 18   | 023.7           | 0（9人）        | 01着 | 秋山真一郎 | 55        | 芝1400m（良） | 1:20.2（34.2）    | -0.3      | (プロヴィナージュ)   |
| 0000.05.16 | 東京   | ヴィクトリアマイル | GI     | 18   | 027.6           | 0（6人）        | 10着 | 秋山真一郎 | 55        | 芝1600m（良） | 1:32.8（34.3）    | -0.4      | ブエナビスタ         |
| 0000.10.09 | 京都   | オパールS          | OP     | 18   | 011.6           | 0（6人）        | 03着 | 秋山真一郎 | 54        | 芝1200m（不） | 1:10.2（35.5）    | -0.6      | グランプリエンゼル   |

## 繁殖成績
|        | 馬名                     | 生年   | 性 | 毛色   | 父               | 馬主                                                           | 厩舎                                         | 戦績            | 勝ち鞍                                                                | 出典   |
| ------ | ------------------------ | ------ | -- | ------ | ---------------- | -------------------------------------------------------------- | -------------------------------------------- | --------------- | --------------------------------------------------------------------- | ------ |
| 初仔   | アイアムカミノマゴの2012 | 2012年 | 牡 | 黒鹿毛 | キングカメハメハ |                                                                |                                              | 不出走          |                                                                       | [ 12 ] |
| 第2仔  | ダノンフェイス           | 2013年 | 牡 | 黒鹿毛 | キングカメハメハ | （株）ダノックス                                               | 栗東・大久保龍志 →大井・宗形竹見             | 28戦6勝（抹消） | * 昇竜ステークス（OP） * 霜月ステークス（OP） * すばるステークス（L） | [ 13 ] |
| 第3仔  | アイアムノーブル         | 2014年 | 牡 | 鹿毛   | ワークフォース   | 堀紘一                                                         | 美浦・奥平雅士                               | 12戦1勝（抹消） |                                                                       | [ 14 ] |
| 第4仔  | アイアムガンバレヨ       | 2015年 | 牡 | 栗毛   | キングカメハメハ | 堀紘一                                                         | 美浦・奥平雅士                               | 2戦0勝（抹消）  |                                                                       | [ 15 ] |
| 第5仔  | アイアムピッカピカ       | 2016年 | 牝 | 黒鹿毛 | ロードカナロア   | 堀紘一                                                         | 美浦・奥平雅士                               | 21戦2勝（繁殖   |                                                                       | [ 16 ] |
| 第6仔  | アイアムイチリュウ       | 2017年 | 牡 | 黒鹿毛 | ルーラーシップ   | 堀紘一                                                         | 美浦・奥平雅士                               | 30戦2勝（抹消） |                                                                       | [ 17 ] |
| 第7仔  | アイアムカガヤキ         | 2018年 | 牝 | 黒鹿毛 | モーリス         | 堀紘一                                                         | 美浦・奥平雅士                               | 2戦0勝（繁殖）  |                                                                       | [ 18 ] |
| 第8仔  | キボウノホシ             | 2019年 | 騸 | 鹿毛   | ロードカナロア   | 堀紘一                                                         | 美浦・奥平雅士                               | 26戦1勝（現役） |                                                                       | [ 19 ] |
| 第9仔  | アイアムカチマショ       | 2020年 | 牝 | 栗毛   | ミッキーアイル   | 堀紘一 →（株）ファーストビジョン                               | 美浦・奥平雅士 →金沢・加藤和宏 →浦和・川島豊 | 26戦6勝（現役） |                                                                       | [ 20 ] |
| 第10仔 | ユズノキ                 | 2021年 | 牝 | 鹿毛   | ドレフォン       | （株）ヒダカ・ブリーダーズ・ユニオン →（株）ファーストビジョン | 美浦・奥村武 →名古屋・竹下直人               | 12戦4勝（現役） |                                                                       | [ 21 ] |
| 第11仔 | カミノレアル             | 2022年 | 牡 | 栗毛   | エピファネイア   | DMMドリームクラブ（株）                                        | 栗東・今野貞一                               | 7戦1勝（現役）  |                                                                       | [ 22 ] |
| 第12仔 | ロスニーニョス           | 2023年 | 牡 | 黒鹿毛 | レイデオロ       |                                                                |                                              | （デビュー前）  |                                                                       | [ 23 ] |
| 第13仔 |                          | 2024年 | 牝 | 鹿毛   | ルヴァンスレーヴ |                                                                |                                              |                 |                                                                       | [ 24 ] |

- 情報は2025年4月18日現在

## 血統表
| アイアムカミノマゴの血統（サンデーサイレンス系（ヘイルトゥリーズン系） / クロスなし） | アイアムカミノマゴの血統（サンデーサイレンス系（ヘイルトゥリーズン系） / クロスなし） | アイアムカミノマゴの血統（サンデーサイレンス系（ヘイルトゥリーズン系） / クロスなし） | （血統表の出典）       | （血統表の出典） |
| 父 アグネスタキオン 1998 栗毛                                                         | 父の父*サンデーサイレンス Sunday Silence 1986 青鹿毛                                  | Halo                                                                                  | Hail to Reason         | Hail to Reason   |
| 父 アグネスタキオン 1998 栗毛                                                         | 父の父*サンデーサイレンス Sunday Silence 1986 青鹿毛                                  | Halo                                                                                  | Cosmah                 |                  |
| 父 アグネスタキオン 1998 栗毛                                                         | 父の父*サンデーサイレンス Sunday Silence 1986 青鹿毛                                  | Wishing Well                                                                          | Understanding          | Understanding    |
| 父 アグネスタキオン 1998 栗毛                                                         | 父の父*サンデーサイレンス Sunday Silence 1986 青鹿毛                                  | Wishing Well                                                                          | Mountain Flower        |                  |
| 父 アグネスタキオン 1998 栗毛                                                         | 父の母アグネスフローラ 1987 鹿毛                                                      | *ロイヤルスキー                                                                       | Raja Baba              | Raja Baba        |
| 父 アグネスタキオン 1998 栗毛                                                         | 父の母アグネスフローラ 1987 鹿毛                                                      | *ロイヤルスキー                                                                       | Coz o'Nijinsky         |                  |
| 父 アグネスタキオン 1998 栗毛                                                         | 父の母アグネスフローラ 1987 鹿毛                                                      | アグネスレディー                                                                      | *リマンド              | *リマンド        |
| 父 アグネスタキオン 1998 栗毛                                                         | 父の母アグネスフローラ 1987 鹿毛                                                      | アグネスレディー                                                                      | イコマエイカン         |                  |
| 母 *アイアムザウィナー 1993 黒鹿毛                                                    | 母の父Danzig Connection 1983 栗毛                                                     | Danzig                                                                                | Northern Dancer        | Northern Dancer  |
| 母 *アイアムザウィナー 1993 黒鹿毛                                                    | 母の父Danzig Connection 1983 栗毛                                                     | Danzig                                                                                | Pas de Nom             |                  |
| 母 *アイアムザウィナー 1993 黒鹿毛                                                    | 母の父Danzig Connection 1983 栗毛                                                     | Gdynia                                                                                | Sir Ivor               | Sir Ivor         |
| 母 *アイアムザウィナー 1993 黒鹿毛                                                    | 母の父Danzig Connection 1983 栗毛                                                     | Gdynia                                                                                | Classicist             |                  |
| 母 *アイアムザウィナー 1993 黒鹿毛                                                    | 母の母*ブルージーンベイビー Blue Jean Baby 1985 鹿毛                                  | Mr. Prospector                                                                        | Raise a Native         | Raise a Native   |
| 母 *アイアムザウィナー 1993 黒鹿毛                                                    | 母の母*ブルージーンベイビー Blue Jean Baby 1985 鹿毛                                  | Mr. Prospector                                                                        | Gold Digger            |                  |
| 母 *アイアムザウィナー 1993 黒鹿毛                                                    | 母の母*ブルージーンベイビー Blue Jean Baby 1985 鹿毛                                  | Jones Time Machine                                                                    | Current Concept        | Current Concept  |
| 母 *アイアムザウィナー 1993 黒鹿毛                                                    | 母の母*ブルージーンベイビー Blue Jean Baby 1985 鹿毛                                  | Jones Time Machine                                                                    | Daunt's Girl F-No.14-a |                  |

- 全妹にユニコーンステークス勝ちのアイアムアクトレス。半兄に京王杯2歳ステークス2着のアイアムツヨシ、半姉にファルコンステークス2着のアイアムエンジェルがいる。